# Rhagoletis brncici
Rhagoletis brncici
 es una especie de insecto del género Rhagoletis de la familia Tephritidae del orden Diptera. 
Frias la describió científicamente por primera vez en el año 2001.